# Grupa Armii Gallwitza
Grupa Armii Gallwitza  (niem. Herresgruppe Gallwitz)  – związek operacyjny Armii Cesarstwa Niemieckiego. 

## Charakterystyka
W sierpniu 1914 rozwinięto w Niemczech do etatów wojennych związki operacyjne (armie). Celem koordynacji działań poszczególnych armii, utworzono wyższe związki operacyjne – grupy armii. Były to tymczasowe jednostki organizacyjne czasu wojny złożone ze zmiennej liczby armii, samodzielnych korpusów i dywizji, przy czym sztab jednej z armii pełnił funkcję sztabu całej grupy.

W celu koordynacji obrony wojsk niemieckich w bitwie nad Sommą, 19 lipca 1916, z połączenia 1 i 2 Armii, powstała Grupa Armii dowodzona przez gen. art. Maxa von Gallwitza. 28 sierpnia tegoż roku została przemianowana na Grupę Armii Księcia Ruprechta Bawarskiego. 

W styczniu 1918 Grupa Armijna Gallwitza  została odtworzona we wschodniej części frontu szampańskiego z zadaniem obrony sektora Verdun i koordynowania działań  5 Armii i Grupy Operacyjnej „C”.

## Struktura organizacyjna
Skład w 1916:
- dowództwo grupy armii
- 1 Armia
- 2 Armia

Skład w 1918:
- dowództwo grupy armii
- 5 Armia
- Grupa Operacyjna „C”